# 지리산 (1989년 드라마)
《지라산》은 1989년 5월 29일부터 6월 7일까지 KBS 1TV에서 방송된 8부작 특집 드라마이다.

## 방송 일정
- 1989년 5월 29일 ~ 6월 2일 : 밤 10시 ~ 11시 30분 (본방송)
- 1989년 6월 5일 ~ 6월 7일 : 밤 10시 ~ 11시 30분 (본방송)

## 제작진
- 극본 : 김원석
- 연출 : 김충길

## 출연진

### 주연
- 박진성 - 박태영 역
- 전광렬 - 이규 역
- 정욱 - 하영근 역
- 이순재 - 이현상 역
- 정보석 - 유태림 역
- 배종옥 - 하윤희 역
- 신혜수 - 서경애 역
- 김명곤 - 주명중 역
- 김성겸 - 권창혁 역

### 조연
- 김덕수
- 선우재덕
- 정원중
- 김인철
- 조성인
- 박영목
- 양재성
- 박경득
- 온영삼
- 허진
- 신수강
- 홍영자
- 김복희
- 양영준
- 민욱
- 양원준
- 기정수
- 이한수
- 이환지
- 최재흠
- 이동진
- 최명수
- 이신재
- 전무송
- 맹호림
- 이원종
- 정복임
- 이효정
- 홍영미
- 편인호
- 유병준
- 한태일
- 이필수
- 김덕구

## 에피소드 목록
- 1부 : 잃어버린 산하
- 2부 : 기로에서
- 3부 : 작은공화국
- 4부 : 그날이 오면
- 5부 : 허망의 정열
- 6부 : 폐허의 군상
- 7부 : 최후의 파르티잔
- 8부 : 아! 지리산

## 참고 사항
- 당시 분량의 소설 《지리산》를 원작으로 제작됐다.
- 8억원에 이르는 제작비 2년간의 제작 기간, 연인원 1만여명의 엑스트라 동원됐다.
- 방영 이후에 시청자들의 호평을 받았으며, 몇달뒤 추석 특집으로 다시 방송하였다.